# كورتادو
الكورتادو هو مشروب يتكون من إسبرسو ممزوج بكمية مساوية تقريباً من الحليب الساخن المبخر لتقليل حموضة القهوة أو مرارتها، في الغالب تكون نسبة الحليب أقل قليلاً من الإسبرسو الحليب في الكورتادو مبخّر، لكنه ليس مزبدًا و «منقوشًا» كما هو الحال في العديد من مشروبات القهوة الإيطالية.
كلمة كورتادو "cortado" في اللغتين الإسبانية والبرتغالية هي الفعل الماضي من cortar، بمعنى «مخفف»، ويمكن أن تشير بشكل مختلف إما إلى القهوة أو مشروبات الإسبريسو الأخرى في جميع أنحاء إسبانيا والبرتغال وكوبا.

## مشروبات شبيهة
في إسبانيا، تُعد قهوة «سولوكورتو» بواسطة كمية صغيرة من القهوة السوداء (عادة جرعة واحدة من الإسبريسو)، بينما قهوة كورتادو تتكون من إسبرسو مع كمية بسيطة من الحليب، يرتبط مصطلح كورتادو على نطاق واسع بالعديد من مشروبات القهوة أو مشروبات الإسبريسو المخففة بالحليب. ويمكن استعمال قهوة كورتادو كبديل للماكياتو الإيطالية.
كلمة كورتادو في كوبا تعني "مشروب صغير يشبه قهوة الإسبريسو يتكون من جرعة إسبرسو تعادل في الغالب 1 oz. ولكن على عكس الإسبريسو المنفرد، يتم تخفيف الكورتادو الكوبي بشكل عام مع الحليب المكثف المحلى الساخن، مايجعل صلاحيته أطول من المصنوع من الحليب العادي، ويعتقد أن سبب قيام الكوبيين بصناعته بهذه الطريقة هو أن الحليب الطازج لم يكن دائماً موجوداً بوفرة في كوبا تاريخيًا.
عادة ما يتم تقديم الكورتادو في كوب خاص، غالبًا مع قاعدة حلقية معدنية ومقبض معدني. هناك العديد من الاختلافات الاسمية، بما في ذلك cortado condensada أو café con leche condensada أو bombón (الإسبرسو مع الحليب المكثف).
انتشر مشروب الكورتادو في جميع أنحاء كوبا، ثم انتقل للولايات المتحدة في البداية إلى حي ليتل هافانا في ميامي، فلوريدا، من قبل الأمريكيين الكوبيين في الستينيات، وهو جزء مهم من الثقافة اليومية، خاصة بين الكوبيين. ومع ذلك، فإن كورتادو هو مشروب متميز عن القهوة على الطراز الكوبي، والذي يتضمن السكر بالإضافة إلى الحليب، وله طريقة تخمير خاصة به مثل الإسبريسو.

## الفرق بين كورتادو وفلات وايت
الفلات وايت يشبه مشروب اللاتيه، ويناسب من يُفضل أن يكون طعم الحليب طاغي أكثر من القهوة. بالإضافة إلى ذلك، يحتوي كلا المشروبين على نفس الكمية من الإسبريسو، ولكن الفلات وايت يحمل كمية أكبر من الحليب وطبقة أثقل من الكورتادو.
كما يميل الفلات وايت أكثر للرسم على القهوة، كونه في الأساس يعتبر من فن اللاتيه. نجد أيضًا أن احجام اكواب الكورتادو أصغر وتتراوح بين 130 إلى 135 مل، بينما الفلات وايت بين 160 إلى 165 مل.

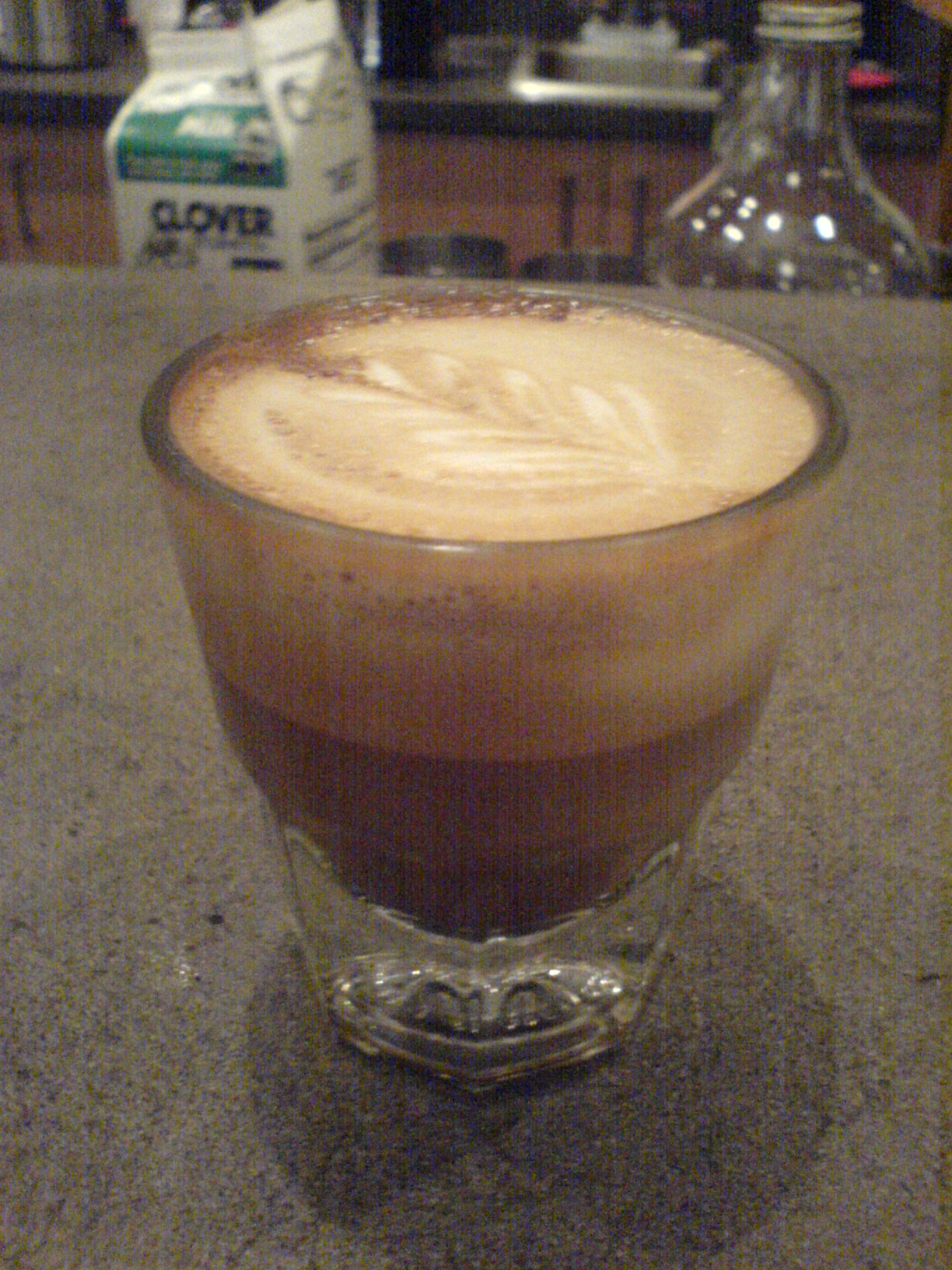
كوب من الكورتادو في أحد مقاهي سان فرانسيسكو.

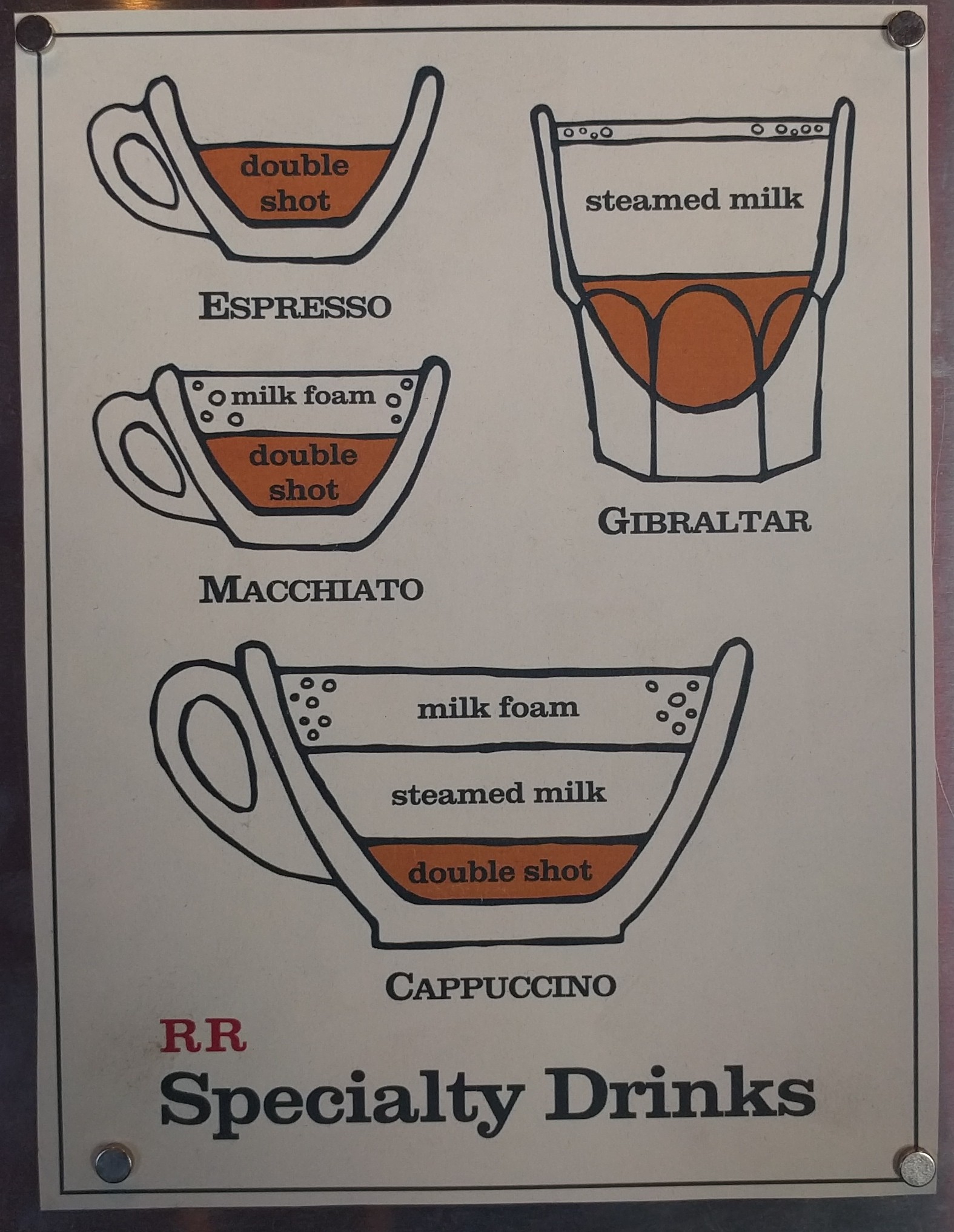
رسم تخطيطي لمشروبات القهوة في وادي السيليكون، يظهر أنواعاً مختلفة من المشروبات الشبيهة بالكورتادو.

## روابط خارجية
- كورتادو طريقة تحضير واعداد قهوة كورتادو